# Tweede Kamerverkiezingen 1866 (jun)
De Tweede Kamerverkiezingen 1866 (jun) waren periodieke Nederlandse verkiezingen voor de Tweede Kamer der Staten-Generaal. Zij vonden plaats op 12 juni 1866.
Nederland was verdeeld in 39 kiesdistricten, waarin 75 leden van de Tweede Kamer gekozen werden. Een kiezer bracht evenveel stemmen uit als er afgevaardigden in zijn kiesdistrict gekozen werden. Om gekozen te worden moest een kandidaat minimaal de districtskiesdrempel behalen.
De verkiezingen werden gehouden vanwege het aflopen van de zittingstermijn op 17 september 1866 van 38 leden van de Tweede Kamer. In vier kiesdistricten was een tweede stemronde nodig tussen de twee hoogstgeplaatste  kandidaten uit de eerste ronde vanwege het niet behalen van de districtskiesdrempel. Deze tweede ronde vond plaats op 26 juni 1866.

## Uitslag

### Opkomst
|                  | 1864   | 1864      | 1866   | 1866  |
| # stemmen        | %      | # stemmen | %      |       |
| ---------------- | ------ | --------- | ------ | ----- |
| Kiesgerechtigden | 88.587 |           | 91.831 |       |
| Niet opgekomen   | 42.216 | 47,65     | 47.422 | 51,64 |
| Opkomst          | 46.371 | 52,35     | 44.409 | 48,36 |

### Verkiezingsuitslag naar groepering
| Groepering                | Zetels | Zetels | Zetels | Zetels | Zetels | Zetels |
| Groepering                | 1864   | Af     | Bij    | 1866   | +/−    |        |
| ------------------------- | ------ | ------ | ------ | ------ | ------ | ------ |
| thorbeckianen             | 23     | 10     | 10     | 23     | 0      |        |
| liberalen                 | 22/21  | 13     | 13     | 21     | 0      |        |
| conservatieven            | 17/18  | 8      | 8      | 18     | 0      |        |
| conservatief-protestanten | 3/4    | 1      | 1      | 4      | 0      |        |
| conservatief-liberalen    | 4/3    | 1      | 1      | 3      | 0      |        |
| antirevolutionairen       | 3      | 2      | 2      | 3      | 0      |        |
| conservatief-katholieken  | 2      | 2      | 2      | 2      | 0      |        |
| gematigde liberalen       | 1      | 1      | 1      | 1      | 0      |        |
| totaal                    | 75     | 38     | 38     | 75     | 0      |        |

### Gekozen leden
Bij deze verkiezingen werden 34 leden herkozen. De stemmingen voor de overige vier vacatures hadden de volgende resultaten:
- in het kiesdistrict Alkmaar werd Nicolaas Olivier (thorbeckianen) gekozen in de vacature ontstaan door het aftreden van Karel Poortman (thorbeckianen), die had aangegeven niet herkiesbaar te zijn;

- in het kiesdistrict 's-Gravenhage versloeg François de Casembroot (61,6%, conservatieven) het aftredende lid Jan Kappeyne van de Coppello (36,2%, liberalen);

- in het kiesdistrict Rotterdam werd Isaäc Fransen van de Putte (liberalen) gekozen in de vacature ontstaan door het aftreden van Anthony Hoynck van Papendrecht (liberalen), die had aangegeven niet herkiesbaar te zijn;

- in het kiesdistrict Sneek werd Antony Moens (liberalen) gekozen in de vacature ontstaan door het aftreden van Wilco Lycklama à Nijeholt (conservatieven), die had aangegeven niet herkiesbaar te zijn;

De zittingsperiode van de Tweede Kamer ging in op 18 september 1866. De zittingstermijn van Tweede Kamerleden bedroeg vier jaar.